# Joseph Dréher
Joseph Étienne Dréher (ur. 15 maja 1884 w Marigny-l’Église, zm. 29 września 1941 w Nantes) – francuski lekkoatleta (długodystansowiec), medalista olimpijski z 1908.
Na igrzyskach olimpijskich w 1908 w Londynie zdobył brązowy medal w biegu na 3 mile drużynowo. Konkurencja ta była rozgrywana według następujących reguł: w każdym z biegów brało udział po pięciu reprezentantów każdego z krajów. Pierwsi trzej zawodnicy z każdej reprezentacji byli zawodnikami punktowanymi, na zasadzie pierwsze miejsce - jeden punkt. Drużyna z najmniejszą ilością punktów wygrywała. W drużynie Francji wystąpili również Louis Bonniot de Fleurac i Paul Lizandier, a także Jean Bouin i Alexandre Fayollat, którzy nie wystartowali w biegu finałowym. Joseph Dréher startował na tych igrzyskach również w biegu na 1500 metrów, ale odpadł w eliminacjach.